# کفشک (سلاح‌های گرم)

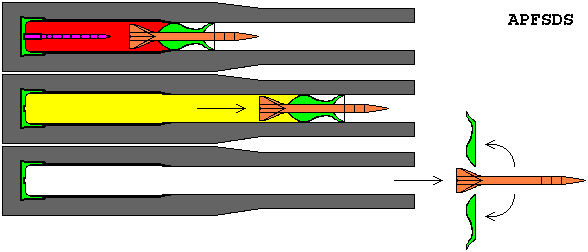
عملکرد یک کفشک ضد زره با باله تثبیت کننده و کفشک جدا شونده (APFSDS)
پیشران
پرتابه نفوذگر میله بلند (LRP)
گازهای پیشران
کفشک
لوله سلاح

کفشک (انگلیسی: Sabot) با تلفظ سِیبو (UK: ‎/sæˈboʊ, ˈsæboʊ/‎، US: ‎/ˈseɪboʊ/‎) یک وسیله پشتیبانی است که در مهمات سلاح گرم/توپخانه برای قرار دادن/وصله کردن در اطراف یک پرتابه، مانند گلوله/اسلاگ یا پرتابه دارت مانند (مثل نفوذگر انرژی جنبشی(KEP)) استفاده می‌شود و هنگام شلیک، آن را در مرکز لوله سلاح نگه می‌دارد. این وسیله اجازه می‌دهد تا یک پرتابه باریکتر با تراکم مقطعی بالا، از طریق لوله‌ای با قطر لوله بسیار بزرگتر با حداکثر انتقال شتاب‌دهنده انرژی جنبشی شلیک شود. پس از خروج از دهانهٔ اسلحه، کفشک به‌طور معمول از پرتابه در حال پرواز جدا می‌شود و تنها بخش بسیار کمی از انرژی جنبشی کلی را منحرف می‌کند. اجزای کفشک در طراحی پرتابه، مهر و موم نسبتاً نازک، سخت و قابل تغییر شکل است که به عنوان نوار محرک یا حلقه انسداد مورد نیاز برای به دام انداختن گازهای پیشران در پشت پرتابه، و همچنین نگه داشتن پرتابه در مرکز لوله، زمانی که قطر پوسته بیرونی پرتابه فقط کمی کوچکتر از قطر لوله است. می‌باشد.

## واژه‌شناسی
| عنوان فارسی                                 | عنوان انگلیسی                                   | اختصار |
| ------------------------------------------- | ----------------------------------------------- | ------ |
| ضد زره با باله تثبیت کننده و کفشک جدا شونده | Armour-piercing fin-stabilized discarding sabot | APFSDS |
| پرتابه ضدزره با کفشک جدا شونده              | Armour-piercing discarding sabot                | APDS   |
| نفوذگر میله بلند                            | long-rod penetrator                             | LRP    |
| نفوذگر انرژی-جنبشی                          | kinetic energy penetrator                       | KEP    |